# Chongqing World Trade Center
Chongqing World Trade Center je mrakodrap ve městě Čchung-čching. Má 60 nadzemních a 2 podzemní podlaží, jeho výška je 283 metrů. Výstavba probíhala v letech 2002–2005. Budova disponuje prostory o výměře 121 000 m2. V budově se nachází převážně kancelářské prostory, v nižších patrech obchodní pasáž a garáže a obsluhuje ji 12 výtahů.